# Leeds United FC
Leeds United FC är en engelsk professionell fotbollsklubb i Leeds, som grundades 1919 efter att stadens tidigare klubb Leeds City FC hade tvingats till upplösning. Klubbens hemmaarena är Elland Road i stadsdelen Beeston, där man spelat sedan grundandet. Leeds United FC spelar sedan säsongen 2025/26 i Premier League.
Leeds United har vunnit den engelska ligan tre gånger, FA-cupen en gång, ligacupen en gång och den europeiska Mässcupen två gånger. Klubben har spelat större delen av sin historia i den engelska högstadivisionen och var en av de tjugo klubbar som säsongen 1992/1993 deltog i den första upplagan av Premier League.
Klubbens mest framgångsrika epok inleddes i mitten av 1960-talet under ledning av managern Don Revie, då Leeds etablerade sig som en av Englands absoluta toppklubbar genom att under en tioårsperiod vinna ligan två gånger, bli tvåa fem gånger och inte sluta sämre än fyra någon säsong. Under samma period vann klubben dessutom FA-cupen, ligacupen och två europeiska cuptitlar samt kvalificerade sig till ytterligare fler cupfinaler, vilket gjorde klubben berömd såväl i England som internationellt.
Senast Leeds vann högsta ligan var säsongen 1991/1992 med Howard Wilkinson som manager. Omkring millennieskiftet tillhörde Leeds United, med David O'Leary som manager, toppklubbarna i Premier League under flera år och nådde 2000/2001 semifinal i Champions League. Därefter drabbades klubben av ekonomiska svårigheter och tvingades sälja flera viktiga spelare. 2004 blev Leeds nedflyttade till Championship, och 2007 till League One, den första gången i klubbens historia som man hamnat utanför de två högsta divisionerna.
Från och med säsongen 2010/2011 spelade Leeds United åter i andradivisionen Championship. Klubbens bästa placering sedan uppflyttningen var en tredjeplats säsongen 2018/2019 innan de säsongen 2019/2020 vann Championship och återigen tog steget upp till Premier League efter 16 år i lägre divisioner. Efter att ha slutat på nittondeplats i sista omgången av säsongen 2022/2023 stod det klart att Leeds United återigen flyttas ned i andradivisionen.

## Historia

### Leeds Citys upplösning och Leeds Uniteds bildande
Leeds United grundades den 17 oktober 1919 sedan stadens ursprungliga klubb, Leeds City FC (grundad 1904), blivit uteslutna från The Football League på grund av att de givit gästande spelare olaglig finansiell ersättning. En av dessa gästspelare anmälde klubben till myndigheterna efter en dispyt där han inte erhållit den förväntade ersättningen. Ligastyrelsen och fotbollsförbundet inledde en utredning vilket resulterade i att klubben uteslöts ur ligan och tvingades sälja sina spelare på auktion.
Den 17 oktober 1919 auktionerades spelarna ut och samma dag hölls ett möte med omkring 1 000 av klubbens supportrar som bildade den nya klubben Leeds United AFC. Alf Masser, en lokal advokat, ombads leda mötet som resulterade i ett enhälligt beslut att bilda både en ny professionell fotbollsklubb samt en supporterklubb. Masser var en av sju män som valdes till den nya klubbens styrelse tillsammans med Joe Henry Jr (son till stadens borgmästare), Mark Barker, R.E.H. Ramsden, Charles Snape och de före detta spelarna Dick Ray (som valdes till klubbens tränare) och Charlie Morgan.
Leeds United erbjöds en plats i Midland League för säsongen 1919/20, den plats som Leeds Citys reservlag tidigare haft. Den nya klubben övertog Elland Road från Yorkshire Amateurs AFC som använt arenan under mellanperioden efter Leeds Citys upplösning. Återskapandet av professionell fotboll i staden Leeds var fullbordat när klubben valdes in i The Football League den 31 maj 1920. I omröstningen fick Leeds United 31 röster med Cardiff City på andra plats med 23, och båda klubbarna blev antagna till ligans andra division säsongen 1920/21.
Leeds förlorade den första ligamatchen den 28 augusti 1920 borta mot Port Vale och även den efterföljande matchen mot South Shields med 1–2, då 16 958 personer dock fick se Len Armitage göra klubbens första mål någonsin. I den tredje matchen, hemma mot Port Vale, tog klubben sin första seger någonsin då de vann med 3-1.

### 1920-talet: Början i division 2

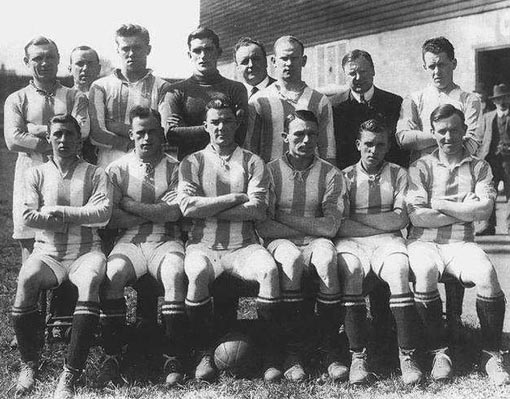
Leeds United 1920/21.

Under Leeds Uniteds första tid var Dick Ray manager. När Leeds i början av 1920/1921 började spela i andra divisionen av The Football League anlände den förmögne Hilton Crowther från Huddersfield och blev ny ordförande i klubben. Han anställde i februari 1920 Arthur Fairclough som manager, och Ray fick istället bli assisterande manager. Fairclough och Ray köpte in nya spelare, Jim Baker (mittback och lagkapten) från Huddersfield och Jimmy Frew (ytterback) från Hearts. Under de första säsongerna rönte laget inte någon större framgång, så efter säsongen 1922/23, då laget slutat på sjunde plats i ligan, valde Dick Ray att lämna.
Ny assisterande manager blev Dick Norman och under den efterföljande säsongen, 1923/1924, vann Leeds division 2 och därmed uppflyttning till division 1. Laget förstärktes med spelare som Tom Jennings, Willis Edwards, Russell Wainscoat, Bobby Turnbull och Tom Townsley. Laget hade det dock svårt i den högsta divisionen och blev nedflyttade till division 2 efter säsongen 1926/27. Fairclough valde då att avgå och Dick Ray kom tillbaka som ny manager. Ett av Dick Rays första nyförvärv var Charlie Keetley, som under de kommande sju åren skulle göra 100 mål för Leeds. Redan första säsongen blev det uppflyttning, sedan Keetley gjort 18 mål på 16 matcher. Med Keetley i laget lyckades Leeds även hålla sig kvar i division 1, och säsongen 1929/30 slutade Leeds på femte plats i ligan. Det skulle förbli Leeds bästa placering ända fram till 1960-talet, med Don Revie som manager.

### 1930-talet: Division 1
Säsongen 1930/31 blev klubben nedflyttad till division 2, men tog sig åter upp efter den efterföljande säsongen. Under de två nästkommande säsongerna nådde Leeds mittenplaceringar, och klubben etablerade sig i division 1 där de spelade fram till krigsutbrottet 1939. I laget spelade en beryktad halvbackstrio i form av Wilf Copping, Ernie Hart och Willis Edwards. Det välkända fotbollsnamnet Milburn blev synonymt med Leeds United genom bröderna Jack och George Milburn, som bildade ett backpar i klubben.
1934 såldes Copping till Arsenal för £8 000. Efter att ha lett klubben under åtta år, då de bland annat vann uppflyttning två gånger, avgick manager Dick Ray i mars 1935 och ersattes av den före detta Leeds-spelaren Billy Hampson. Avsaknaden av Copping var stor i Leeds försvar; laget släppte in många mål och kämpade för att undvika nedflyttning och slutade på 18:e plats säsongen 1934/35.
För att förstärka laget ytterligare köpte Hampson in de rutinerade före detta engelska landslagsspelarna Albert McInroy (målvakt) och George Brown (anfallare), och klubben nådde en elfte plats 1935/36. Säsongen därpå gick dock inte lika bra – Leeds fortsatte att befinna sig i botten av division 1 och undvek nedflyttning med endast två poängs marginal säsongen 1936/37. Hampson förlitade sig på rutinerade spelare, men byggde även för framtiden genom inköpet av tre irländska spelare, målvakten Jim Twomey samt David Cochrane och Bobby Browne.

### 1940-talet: Division 2 och major Frank Buckley
När fotbollen började igen efter andra världskriget 1946/47 hade flera spelare som varit i klubben sedan 1930-talet passerat sina bästa år, och när säsongen hade avslutats låg Leeds sist i tabellen med enbart 18 poäng, varav de enbart lyckats ta en enda poäng på bortaplan. Laget blev följaktligen nedflyttat till division 2, och managern Billy Hampson avgick och ersattes av Willis Edwards i april 1947. Edwards spelade i Leeds (och engelska landslaget) under slutet av 1920- och början av 1930-talet fram till 1943, då han var nästan 40 år gammal. Som manager jobbade han med att förbättra truppen, dock utan att lyckas. Laget kämpade i den nedre halvan av division 2 men undvek nedflyttning genom att säkra en 18:e plats vid säsongens (1947/48) slut.
I maj 1948 anställde styrelsen major Frank Buckley som manager och Edwards fick finna sig i att bli assisterande manager. Under Buckleys ledning hittades en talang som skulle utvecklas till en av Leeds största stjärnor någonsin, John Charles, som erbjöds kontrakt som ungdomsspelare efter att ha imponerat under provspel för Leeds i september 1948 . Under Buckleys första säsong 1948/49 lyckades laget något bättre och slutade på 15:e plats. I april 1949 ligadebuterade Charles för Leeds som centerhalv i en match mot Blackburn Rovers.
Säsongen 1949/50 var Charles trots sin ungdom ordinarie centerhalv i Leeds och spelade samtliga ligamatcher. Laget spelade mycket bättre och slutade på en meriterande femte plats i division 2 samt tog sig till kvartsfinal i FA-cupen, där de förlorade knappt borta mot Arsenal FC med 0-1.

### 1950-talet: Tillbaka i division 1 samt legendaren John Charles
Den som skulle bygga vidare på det som Buckley byggt upp var Raich Carter. Under hans första säsong i klubben slutade Leeds på tionde plats i tabellen och vann sedermera uppflyttning säsongen 1955/56.
Leeds inledde den första säsongen tillbaka i division 1 stabilt, men då John Charles gick till Juventus mitt under säsongen påverkades spelet och resultaten. Avsaknaden av Charles var stor och trots att manager Raich Carter lyckades hålla Leeds kvar i division 1 valde styrelsen att inte förlänga hans kontrakt. Den som ersatte Carter var Bill Lambton. Han stannade bara en säsong, men skrev kontrakt med 17-årige Billy Bremner och köpte in 31-årige Don Revie, två spelare som betytt otroligt mycket för Leeds genom historien. 

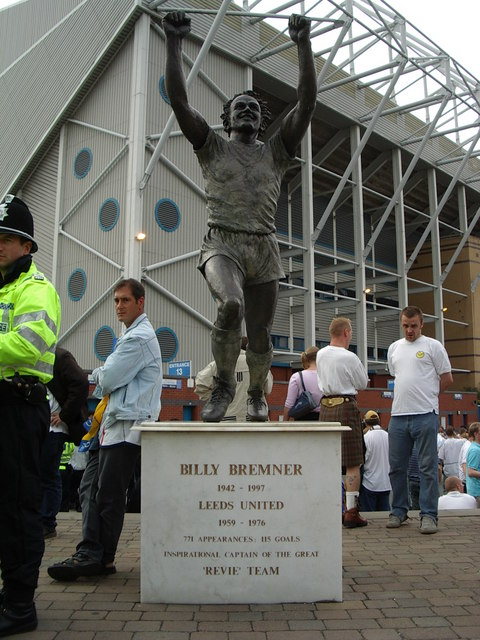
Staty av Billy Bremner utanför Elland Road, Leeds dynamo och lagkapten under lagets storhetstid på 1960- och 1970-talen.

Jack Taylor blev manager, men under säsongen 1959/60 blev Leeds nedflyttade till division 2. Taylor rensade i truppen, men framgångarna uteblev och laget låg och kämpade i den nedre delen av tabellen.

### 1960-talet: Början på epoken Don Revie
Jack Taylor fick lämna sin tjänst i mars 1961. Några dagar senare anställdes Don Revie som spelande manager, och nu skulle storhetstiden börja för Leeds del. Revie satsade på unga spelare; det skulle dock ta tid för dem att mogna, men under tiden jobbade Revie på att höja lagandan och sammanhållningen i truppen.
En av de viktigaste ingredienserna enligt Revie var att alla i klubben skulle trivas, de skulle vara som en stor familj. Detta gällde inte bara spelarna, utan lika mycket de som jobbade med gräsmattan, matserveringen etc. Revie ville involvera alla i klubben, liten som stor. En av de första förändringarna han gjorde var att ändra klubbens spelardräkter från blå tröjor och gula byxor till helvitt, med det dittills största fotbollslaget i historien, Real Madrid, som förebild. Revies filosofi var att inte vara nöjd förrän klubben hade uppnått samma nivå som Real Madrid, och de som inte anammade detta hade ingen framtid i klubben.

#### Don Revie blandar talang med rutin och vinner Division 2
Under säsongen 1961/62 kämpade Leeds i botten av division 2. Revie kompletterade den unga truppen med lite äldre och erfarna spelare, bland annat den 31-årige skotten Bobby Collins från Everton. Slutet på säsongen visade på högre publiksiffror vilket gjorde att styrelsen inför säsongen 1962/63 beviljade pengar för nya spelarinköp. Revie köpte Jim Storrie från Airdrie för £15 000 och John Charles från Juventus FC för £53 000. Köpet av Charles visade att klubben hade ambitioner, men Charles blev inte den succé som klubben hade räknat med. Efter enbart elva matcher och endast tre mål såldes Charles tillbaks till Italien och AS Roma för £70 000. Istället fyllde Revie på truppen med fler unga spelare såsom Gary Sprake, Paul Reaney, Norman Hunter, Jimmy Greenhoff och 15-årige Peter Lorimer.
Säsongen 1963/64 spelade Leeds en fotboll som präglades av mycket energi, press på bollhållaren och att aldrig ge upp. Under säsongen köptes högermittfältaren John Giles från Manchester United för £35 000 och Alan Peacock från Middlesbrough. Revies lagbygge hade nu börjat ge resultat och laget vann division 2.

#### Åter i högsta divisionen och de första cupfinalerna
Laget inledde den första säsongen 1964/1965 tillbaka i division 1 med tre raka vinster. Don Revie hade satt målet högt då han visste att han hade ett lag med lovande och hungriga spelare. Pressen, speciellt London-pressen, kritiserade ofta laget, men de fortsatte att utmana de redan etablerade lagen. Säsongen var lagets i särklass mest framgångsrika dittills men slutade ändå utan någon titel. Laget blev tvåa i ligan på sämre målskillnad än Manchester United, nådde sin första cupfinal någonsin i FA-cupfinalen 1965. Där förlorade dock laget efter förlängning mot Liverpool med 1–2, men Leeds hade visat fotbollsengland att nykomligen var ett lag att räkna med..
Inför säsongen 1965/66 var truppen intakt; den enda förstärkningen var högeryttern Mike O'Grady som köpts från Huddersfield Town FC för £45 000. Laget fortsatte med sitt fysiska spel, speciellt symboliserat av de hårdföra Billy Bremner och Bobby Collins på mittfältet. Ett avbräck var när Bobby Collins bröt lårbenet i lagets första match i Mässcupen (föregångaren till Uefacupen) mot Torino. Leeds led mycket av att förlora sin härförare och spelfördelare på mittfältet. Revie flyttade då in yttern John Giles till innermittfältet där han började styra mittfältet tillsammans med Billy Bremner.
I ligan var laget med i toppstriden, men en 0–1-förlust mot Liverpool på Elland Road gjorde att Liverpool drog ifrån och vann till sist ligan med sex poäng före Leeds på andra plats. I FA-cupen föll laget mot Chelsea i fjärde omgången. Bättre gick det i Mässcupen, där Leeds mötte Valencia i den tredje omgången. Första matchen gick på Elland Road. Den slutade 1–1, och Jack Charlton blev utvisad. Returen i Spanien slutade med 1–0-seger för Leeds, en seger som visade att Leeds United kunde spela bra och effektivt även under stor press. I semifinalen väntade ännu ett spanskt lag, Real Zaragoza. Både hemma- och bortamatchen slutade oavgjort vilket ledde till att en tredje och direkt avgörande tredje match måste tillgripas. Trots att Leeds hade fördel av hemmaplan vann Valencia komfortabelt med 3–1, så även denna säsong slutade utan någon vunnen titel.
Under säsongen 1966/67 blev Leeds fyra i ligan och gick till final i Mässcupen, som man dock förlorades mot Dinamo Zagreb med sammanlagt 0-2 efter att ha förlorat första matchen borta med 0-2 och bara lyckas nå 0-0 hemma i returen..

#### Vinnare av Ligacupen och första brittiska lag att vinna Mässcupen
I början av säsongen 1967/68 köptes anfallaren Mick Jones in för £100 000 från Sheffield United, en spelare som skulle bli en stor succé i klubben. En annan spelare som efter fem år i klubben tog en ordinarie plats i laget var vänsterbacken Terry Cooper. Cooper var tidigare vänsterytter och hans snabbhet på vänsterkanten gav Leeds nya möjligheter i anfallsspelet. Leeds lyckades under säsongen vinna både ligacupen, efter en 1–0-vinst mot Arsenal (målskytt Cooper) på Wembley, och bli det första brittiska lag att vinna Mässcupen efter att ha vunnit mot ungerska Ferencváros med sammanlagt 1-0 i finalen efter 1-0 hemma i första matchen och 0-0 i returen borta.

#### Första ligaguldet
Säsongen 1968/69 vann Leeds till slut sitt första ligamästerskap, en säsong där laget fokuserade sig på ligaspelet och blev utslaget tidigt i cupturneringarna. Under vårsäsongen vann Leeds sju ligamatcher i följd, kunde därmed gå förbi och ifrån tidigare ledaren Liverpool för att slutligen vinna ligan med god marginal, på nytt poängrekord (67) och med endast två förluster. Titeln säkrades i näst sista omgången då laget spelade 0–0 borta mot starkaste konkurrenten Liverpool och då laget efter matchen fick stående ovationer från publiken inklusive sektionen med Liverpools beryktade "Kopites".

#### Debuten i Europacupen för mästarlag
Säsongen 1969/1970 representerade Leeds för första gången England i Europacupen för mästarlag. Under sommaren 1969 hade Don Revie slagit transferrekordet när han betalade £165 000 för Leicesters anfallare Allan Clarke. Everton gick tidigt upp i serieledning, och när lagen möttes på Goodison Park den 30 augusti gjorde Everton tre mål under första halvleken innan de regerande mästarna vaknade och reducerade två gånger, men matchen förlorades ändå med 2-3. Efter den matchen spelade Leeds 18 matcher utan förlust. Den första matchen i Europacupen hemma mot norska FC Lyn vann Leeds med 10–0, ett resultat som fortfarande är klubbens största seger någonsin. Nästa motståndare i Europacupen var ungerska Ferencváros; Leeds vann med 3–0 hemma och med samma siffror på bortaplan.

### 1970-talets första hälft: De gyllene åren

#### Den hägrande trippeln
Kring nyår började FA-cupen, och Leeds besegrade i tur och ordning Swansea, Sutton, Mansfield och Swindon. Då Leeds nu hade gått upp i ligaledning spekulerades det om lagets möjligheter att vinna dubbeln ("The Double"), det vill säga både ligan och FA-cupen samma säsong, en bedrift som dittills endast Tottenham Hotspur lyckats med 1961. Nästa motståndare i semifinalen var Manchester United. Den första matchen slutade 0–0, det första omspelet likaså 0–0 och den andra omspelsmatchen vanns av Leeds med 1–0 efter mål av Billy Bremner. Leeds var i FA-cupfinal för andra gången genom tiderna.

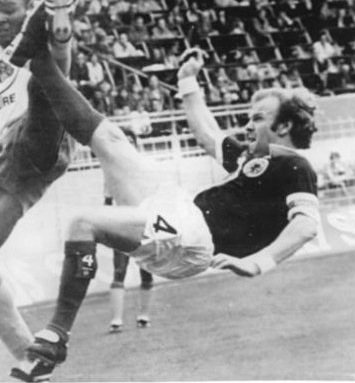
Billy Bremner gjorde det enda målet mot Manchester United i FA-cupens semifinal (bilden är från en annan match).

På grund av VM-slutspelet i Mexiko kortades ligasäsongen av något och det innebar att ligamatcherna spelades tätare och med mindre vila mellan matcherna. Detta påverkade Leeds, då de förutom i ligan spelade i både FA-cupen och Europacupen. I början av mars mötte Leeds Standard Liège i Europacupen, och vann både hemma- och bortamatchen med 1-0. I semifinalen väntade skotska Celtic. Leeds var favoriter, men det hårda matchprogrammet hade tärt på krafterna och laget förlorade båda matcherna med uddamålet.
I ligan stred Leeds med Everton om slutsegern, men precis som i Europacupen påverkade skador och slitna spelare. De tre matcherna mot Manchester United i FA-cupen medförde att laget var tvunget att spela åtta matcher inom loppet av 22 dagar. Leeds var inblandat i slutstriden om ligasegern, i final i FA-cupen och i semifinal i Europacupen, men Manager Don Revie insåg att han måste prioritera för att inte tappa allt. Han valde att ge upp ligan genom att vila flera av sina bästa spelare i de avslutande ligamatcherna och de kunde koncentrera sig på cuperna.
Den 11 april 1970 spelade laget FA-cupfinal mot Chelsea. Leeds tog ledningen med både 1-0 och 2-1, det senare i 83:e minuten, men Chelsea kvitterade tre minuter senare. Under förlängningen blev det inga fler mål, utan matchen slutade 2-2 och för första gången på 58 år fick omspel tillgripas i en FA-cupfinal.
Omspelet gick på Old Trafford, där Leeds förlorade med 2–1 efter förlängning, efter en av de tuffaste finalerna i FA-cupens historia. Efter 240 minuters maratonspel i FA-cupfinalen stod Leeds som förlorare. Efter en lång säsong där Leeds jagade den åtråvärda trippeln blev laget helt utan titel. Laget hade förlorat FA-cupen i finalen, åkt ur Europacupen i semifinalen och slutat tvåa i ligan. Inget engelskt lag hade tidigare varit så nära att vinna en trippel, mycket beroende på att reglerna vid den här tiden enbart tillät en avbytare. Det tog nästan 30 år (säsongen 1998/99), med nya regler som tillät fler avbytare och därmed större spelartrupper, innan ett engelskt lag (Manchester United FC) lyckades upprepa bedriften.

#### Seger i Mässcupen
Leeds var tillbaka i ligatoppen när säsongen 1970/71 inleddes. Denna säsong framstod Arsenal FC, med en utpräglad defensiv, snabbt som den enda konkurrenten om ligasegern. Leeds fick nyckelspelarna Billy Bremner och Eddie Gray skadade under vårsäsongen och förlorade sensationellt mot division 4-laget Colchester i FA-cupens femte omgång.
Leeds såg ut att gå mot en säker ligaseger, men Arsenal FC lyckades minska det till synes ointagliga försprånget och gick förbi i säsongens avslutande matcher. Avgörandet kom då Leeds överraskande förlorade hemmamatchen den 17 april mot West Bromwich Albion med 1-2 efter ett kontroversiellt domslut av domaren Ray Tinkler som godkände ett WBA-mål trots att en WBA-spelare befunnit sig i offsideposition.
Leeds vann dock en trofé under säsongen genom att vinna Mässcupen för andra gången genom tiderna. I semifinalen, som spelades över två matcher, besegrade de Liverpool med sammanlagt 1-0, genom ett mål av Billy Bremner i den första matchen på Anfield. I finalen mot Juventus vann Leeds på fler gjorda bortamål, då båda matcherna slutade oavgjort, 2–2 i Turin och 1–1 på Elland Road. Leeds blev därmed de sista mästarna av Mässcupen i och med att turnering inför kommande säsong bytte namn till Uefacupen. I september 1971 spelade Leeds en avgörande match om Mässcupens trofé mot FC Barcelona för att avgöra vilken klubb som skulle behålla trofén för evigt, en match som Barcelona vann med 2-1.

#### FA-cupmästare men missad dubbel
Säsongen 1971/72 inledde Leeds med att spela sina fyra första hemmamatcher på neutral plan som straff för publikinvasionen på planen under matchen mot West Bromwich föregående säsong. Leeds var återigen med i ligatoppen, och vann FA-cupen efter att ha vunnit en hård och tuff finalmatch mot Arsenal med 1-0 efter att Allan Clarke nickat in Mick Jones inlägg i den 51:a minuten. I ligan slutade laget på andra plats efter att ha tvingats spela en hängmatch i ligan två dagar efter cupfinalen. Leeds behövde bara en poäng för att bli ligamästare och mötte Wolverhampton som inte hade något att spela för, men ett tröttkört och skadedrabbat Leeds förlorade bortamatchen på Molineux med 1–2.

#### Två förlorade cupfinaler
Den efterföljande säsongen, 1972/73, kunde Leeds inte fullt ut matcha de blivande mästarna Liverpool utan fick nöja sig med en tredje plats i tabellen. I cupspelet tog sig laget till final i både FA-cupen och Cupvinnarcupen. I FA-cupfinalen 1973 mot division 2-laget Sunderland förlorade Leeds mycket överraskande med 0-1.
I Cupvinnarcupfinalen mot AC Milan förlorade Leeds också med 0–1, och matchen blev mycket omtalad på grund av flera kontroversiella och tvivelaktiga domslut i Milans favör från den grekiske domaren Christos Michas. Domarinsatsen blev föremål för mycket spekulation och desto mer då Michas senare blev fälld i en grekisk domstol för att tagit mutor i samband med finalmatchen och blev följaktligen avstängd på livstid av UEFA. 
Leeds begärde av UEFA att få spela om matchen men fick avslag på sin begäran.

#### Ligamästare igen
Leeds inledde säsongen 1973/74 med sju raka segrar i ligan. Laget spelade som ett helt nytt lag, med mer teknik och finess än under tidigare år, och nu lovordade de tidigare kritikerna det "nya" Leeds som radade upp hela 29 ligamatcher i sträck utan förlust och tog en överlägsen ledning i ligan. Den första ligaförlusten för året kom först i den 30:e matchen mot Stoke City efter att laget lett med 2-0. Under en följd av matcher spelade laget sämre, förlorade några matcher och ligatvåan Liverpool kom sakta men säkert närmare. I säsongens avslutande matcher lyckades Leeds dock ta sig samman och vinna den eftertraktade ligatiteln, lagets andra ligatriumf på fem år.

### 1970-talets andra hälft: Slutet på en epok
Ligasegern blev ett lyckat avslut för den legendariske managern Don Revie, som lämnade Leeds för att bli förbundskapten för England. Därmed gick en epok i graven. Revie rekommenderade Leeds styrelse att utse John Giles till efterträdare. Till allmän förvåning erbjöds istället Brian Clough jobbet, förvånande eftersom Clough tidigare varit en av de främsta kritikerna till Leeds och Revie.
Clough insåg att han var tvungen att föryngra det ålderstigna laget, något som inte välkomnades av Leeds-spelarna. Laget inledde säsongen 1974/75 tveksamt och låg efter sju matcher i tabellens bottenskikt med enbart en seger och Clough fick sparken. Perioden är en av de mest dramatiska i Leeds United historia och har dramatiserats i filmen The Damned United, som baserades på David Peaces roman The Damned Utd. Både boken och filmen kritiserades av flera Leedsspelare från den tiden då de menar att den innehåller en rad felaktigheter. Författaren påpekade att boken är skönlitterär och att han med författarens rätt har beskrivit saker så som han upplevt eller ansett att han ville beskriva dem. För att ge sin syn på saken har flera spelare medverkat i intervjuer som ligger till grunden för en efterföljande bok, We are the Damned United.
Förre landslagskaptenen Jimmy Armfield tog över och förde laget till en mittenplacering i ligan. Leeds representerade dessutom England i Europacupen för mästarlag där laget tog sig till final, som dock förlorades mot Bayern München med 0–2. Matchen innehöll en del kontroversiella domslut; bland annat vid ställningen 0–0 då laget fick ett till synes regelrätt mål av Peter Lorimer bortdömt för offside.
Under ledning av Armfield började föryngringen av laget; de forna hjältarna Billy Bremner, John Giles och Norman Hunter fasades ut till förmån för en ny generation i form av Brian Flynn, Arthur Graham och Tony Currie. Currie blev snabbt en favorit bland fansen med sin teknik och spelsinne, och Leeds var ett etablerat mittenlag i högsta divisionen under ett par år. Resultaten var dock inte tillräckligt bra för styrelsen, som i augusti 1978 ersatte Armfield med Jock Stein. Stein stannade emellertid bara på posten i 44 dagar innan han lämnade klubben för att bli förbundskapten för Skottland. Styrelsen erbjöd Jimmy Adamson jobbet och han blev ny manager i Leeds i oktober 1978. Adamson lyckades föra Leeds till en femteplats i ligan under sin första säsong, vilket kvalificerade laget till spel i Uefacupen, samt till semifinal i Ligacupen. I semifinalen mötte de Southampton FC men föll med 2–3 sammanlagt.
Den efterföljande säsongen, 1979/80, gick det inte lika bra för Leeds vilket ledde till att Adamson sa upp sig i oktober 1980.

### 1980-talet: Idolerna misslyckas som managers
Ny manager i Leeds efter Jimmy Adamson blev den forne Leeds- och landslagsspelaren Allan Clarke som under sin första säsong, 1980/81 ledde klubben till en nionde plats i division 1. Trots att han investerade åtskilligt i nya spelare slutade laget på 20:e plats säsongen därpå. Nedflyttning till division 2 var ett faktum och Clarke fick sparken. Till efterträdare utsåg styrelsen den forne Leeds-spelaren Eddie Gray.
Utan pengar till spelarköp inriktade sig Gray på att utveckla egna talanger, men lyckades inte ta laget tillbaka till division 1. Styrelsen ville se resultat, förlorade till slut tålamodet och sparkade Gray 1985, för att bereda plats åt den forne Leeds-spelaren Billy Bremner.
Bremner tog vid där Gray slutat men lyckades inte heller leda laget till uppflyttning, trots att det var nära 1986/87, då laget kom fyra i division 2 och därmed gick till kvalspel för uppflyttning. Leeds mötte i första kvalomgången Oldham Athletic AFC och gick vidare efter 2-2 sammanlagt men med fler gjorda bortamål. I nästa omgång, finalomgången, mötte man Charlton Athletic, och efter varsina hemmavinster med 1-0 krävdes en tredje och direkt avgörande omspelsmatch på neutral plan där Leeds förlorade med 1-2 efter förlängning. Laget var också nära i FA-cupen, där de förlorade i semifinal mot division 1-laget Coventry City med minsta möjliga marginal, 2–3, efter förlängning.

### Epoken Howard Wilkinsson – en ny glansperiod
I oktober 1988, då laget låg på 21:a plats i division 2, fick Bremner sparken och Howard Wilkinson, tidigare i Sheffield Wednesday, rekryterades som ny manager. Wilkinson var dittills relativt okänd men kom, liksom Don Revie hade gjort drygt 25 år tidigare, med ett nytänkande som snart gav resultat i klubben. Wilkinson värvade den skotske landslagmannen Gordon Strachan från Manchester United, en övergång som kostade klubben £300 000. Trots att den lille skotten var 32 år visade han snabbt sina kvalitéer och han blev en av klubbens bästa värvningar genom tiderna. Wilkinson rekryterade ytterligare spelare i form av Gary McAllister, Mel Sterland och Vinnie Jones.
Strachan tillförde laget erfarenhet och spelskicklighet på mittfältet, laget vann division 2 och uppflyttning med Strachan som bäste målgörare med 17 mål, fem fler än bäste forwarden Bobby Davison. Wilkinson gjorde ett ytterligare köp då han värvade målgöraren Lee Chapman från Nottingham Forest mitt under säsongen. Han kostade £400 000, en ansenlig summa på den tiden, men med lyckat resultat då Chapman gjorde 12 mål i de 21 avslutande matcherna den säsongen. Wilkinson hade under sin andra säsong som manager lyckats med att föra Leeds tillbaks till division 1.

#### 1990-talet: Det tredje ligaguldet
Första säsongen (1990/91) tillbaka i högsta serien lyckades Leeds nå en hedrande fjärde plats i ligan, mycket tack vare Lee Chapman som blev lagets bäste målgörare med 21 mål på 38 ligamatcher. Följande säsong var Leeds återigen med i toppen av ligan, och man förstärkte laget i slutet av januari genom att köpa in en relativt okänd fransman, Eric Cantona. Han hade ett brokigt förflutet och många var tveksamma till om han skulle klara spelet i den fysiskt krävande engelska ligan. Han blev dock snabbt en publikfavorit och genom sitt spelsinne och skicklighet gav han Leeds en ny dimension i anfallsspelet, som bidrog till att Leeds lyckades gå ifatt och förbi Manchester United när dessa tappade under säsongens avslutande veckor. Därmed vann Leeds ligamästerskapet för tredje gången i historien.
Säsongen 1992/93 var den första säsongen i nya Premier League. Leeds förväntades vara med i toppen av ligan, men sålde överraskande publikfavoriten Cantona till främste konkurrenten Manchester United den 26 november för £1,2 miljoner. Det var en spelarförsäljning klubben kom att ångra i och med att fransmannen ledde Manchester United till fyra ligamästerskap under de följande fem säsongerna. Leeds, de regerande ligamästarna, hade problem med att hitta det vinnande spelet från föregående säsong och slutade först på 17:e plats i ligan. I Europacupen förlorade laget i andra omgången mot Rangers efter att ha förlorat både hemma och borta med 1–2.
Leeds slutade på femte plats i ligan både 1993/94 och 1994/95, men utan att vara nära att vinna någon titel. Säsongen 1995/96 inledde de ligan starkt och Tony Yeboah blev namnet på allas läppar genom sina spektakulära mål mot bland annat Liverpool och Wimbledon, mål som gjorde honom till stor favorit bland Leeds-supportrarna. Målet mot Wimbledon blev utsett till årets mål och Yeboah blev, som den första icke-brittiske spelare någonsin, utsedd till årets spelare i Leeds. I Uefacupen blev laget utslaget i andra omgången men lyckades bättre i de inhemska cuperna. Laget nådde sjätte omgången i FA-cupen där de förlorade borta mot Liverpool FC efter omspel. I ligacupen tog sig laget till final, men förlorade finalen på Wembley Stadium mot Aston Villa med 0-3. I ligan tappade laget efter en stark inledning och kom till slut på 13:e plats, bland annat efter att ha förlorat sju matcher i rad och därmed tangerat sitt bottenrekord från säsongen 1946/47.
Inför säsongen 1996/97 förstärkte klubben laget ytterligare genom inköp av bland andra Lee Sharpe (Manchester United), Nigel Martyn (Crystal Palace) och Liverpool-legenden Ian Rush. Laget inledde dock trevande och när de i början av september förlorade hemmamatchen mot Manchester United med 0–4 fick managern Howard Wilkinson sparken. Wilkinson och ungdomstränaren Paul Hart efterlämnade dock en väl fungerande ungdomsverksamhet som de byggt upp i Leeds Uniteds fotbollsakademi.
Leeds utsåg George Graham som Wilkinsons efterträdare, och Graham utsåg David O'Leary till sin assistent. Utnämningen av Graham var kontroversiell då han tidigare varit avstängd av The Football Association under ett år för att olagligt tagit emot pengar från spelaragenter i samband med spelarköp.. Graham satte snabbt sin prägel på laget, som spelade med den utpräglade defensiv som Graham var känd för. Tony Yeboah hamnade i onåd och såldes till Hamburger SV, men Graham ledde laget till en trygg elfteplats i ligan. Leeds gör emellertid enbart 28 mål på 38 ligamatcher vilket är lagets lägsta notering någonsin. Graham fortsatte att bygga upp laget och inför säsongen 1997/98 köpte Graham in några nya spelare, bland andra Jimmy Floyd Hasselbaink och Alf-Inge Haaland, samt gav flera spelare från Leeds framgångsrika ungdomslag, vinnare av FA Youth Cup, chansen i ligalaget. Laget slutade femma i ligan, en position som innebar spel i Uefacupen året därpå. 1997 utsågs Peter Ridsdale till ny ordförande i klubben efter Leslie Silver, en utnämning som kom att ha stora konsekvenser för klubben under kommande år.
I oktober 1998 tackade dock Graham för sig och lämnade klubben för att ta över Tottenham Hotspur, och Leeds valde att utse den assisterande managern David O'Leary till hans efterträdare. Lagets ledande målskytt Jimmy Floyd Hasselbaink lämnade också Leeds för att flytta till Atletico Madrid då han inte kunde komma överens med Leeds ordförande Peter Ridsdale om ett nytt kontrakt – en försäljning som inbringade Leeds £12 miljoner. O'Leary valde att ge flera av klubbens lovande unga talanger från akademin chansen i A-laget. Han köpte dessutom in Mark Viduka som ersättare för Hasselbaink, och den franske mittfältaren Olivier Dacourt för den högsta transfersumma Leeds dittills betalat. Laget kom slutligen på en fjärde plats i ligan 1998/99 och kvalificerade sig därmed till Uefacupen följande säsong.
O'Leary, med den förre Leeds-spelaren Eddie Gray som assistent, ledde Leeds till en tredje plats i ligan säsongen 1999/2000 vilket kvalificerade laget till Uefa Champions League året därpå. Händelser utanför planen skadade lagets anseende då de båda spelarna Jonathan Woodgate och Lee Bowyer åtalades för att ha misshandlat en asiatisk utbytesstudent utanför en pub. I Uefacupen nådde Leeds första gången på 25 år semifinal i en europeisk cup, och ställdes mot de turkiska mästarna Galatasaray SK. Första matchen spelades i Istanbul och Leeds förlorade med 0-2, men resultatet överskuggades av att två Leeds-supportrar, Christopher Loftus och Kevin Speight, knivhöggs till döds innan matchen. Leeds nådde bara oavgjort (2-2) i returmatchen hemma och var därmed utslagna. Till minne av Christopher Loftus och Kevin Speight håller Leeds varje år en tyst minut i matchen närmast inpå årsdagen av händelsen.

### 2000-talet: Ekonomin sätter sina spår
Säsongen 2000/2001 slog Leeds transferrekordet för en spelare när klubben betalade £18 miljoner för West Hams och engelska landslagets mittback Rio Ferdinand. Ferdinand utsågs till lagkapten efter Lucas Radebe. Leeds nådde semifinalen i Champions League, där de dock blev utslagna av Valencia CF med 0-3 sammanlagt, men Leeds ansågs allmänt som ett av de bästa lagen i Europa.
Under O'Learys ledning slutade Leeds varje säsong bland de fem bästa lagen i ligan, men i och med förlusten i semifinalen mot Valencia i Champions League 2001 började deras lycka att vända. Med Peter Ridsdale som ordförande tog Leeds stora lån för att finansiera spelarköp och kontraktslöner. Leeds räknade med att kunna finansiera lånen med intäkter från TV-rättigheter från bland annat Champions League. Laget misslyckades dock med att kvalificera sig till Champions League och därmed fick de problem att finansiera lånen. Den första indikationen på lagets finansiella problem var försäljningen av Rio Ferdinand till Manchester United för uppskattningsvis £29 miljoner. Ridsdale och O'Leary hamnade i öppet gräl över försäljningen, O'Leary fick sparken mot slutet av säsongen 2001/02 och ersattes av den före detta engelska förbundskaptenen Terry Venables i juli 2002.
Leeds spel blev sämre och laget tvingades sälja ytterligare spelare för att klara av finansieringen av klubbens lån. Spelare som såldes var Jonathan Woodgate, Lee Bowyer, Nigel Martyn, Robbie Fowler, Robbie Keane och Harry Kewell.

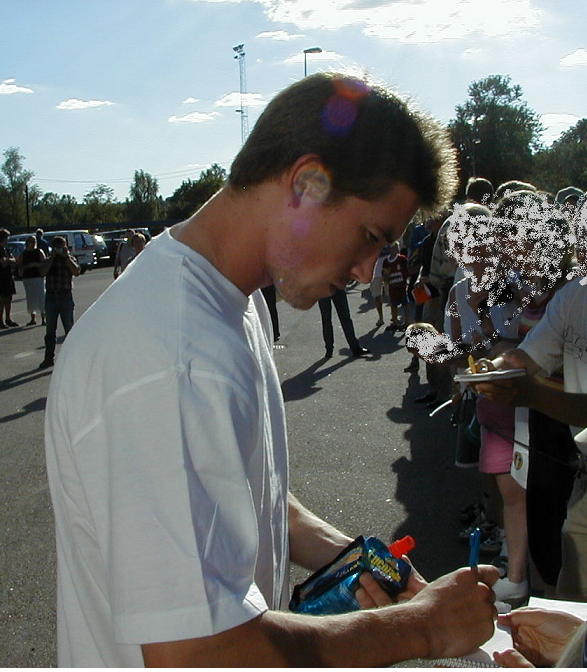
Harry Kewell skriver autografer i samband med en försäsongsmatch mot Jönköping Södra den 26 juli 2001. Leeds vann matchen med 6-0.

Efter en räcka dåliga resultat, med Leeds på den undre halvan av ligan, och relationen mellan ordförande och manager ansträngd, fick Venables slutligen sparken mot slutet av säsongen 2002/03 då Peter Reid tog över som tillfällig manager. Ridsdale hade under tiden avgått som ordförande och ersatts av icke-exekutive direktören professor John McKenzie. Leeds var nära nedflyttning, men säkrade ett nytt kontrakt i högsta divisionen genom att i den näst sista omgången vinna den svåra bortamatchen mot topplaget Arsenal med 3–2. I oktober 2003 rapporterade Leeds förluster av verksamheten på £49,5 miljoner och en total skuld på £127,5 miljoner, vilket var rekord för en brittisk klubb.
Reid erbjöds ett permanent kontrakt av Leeds under sommaren. En misslyckad inledning av säsongen 2003/04 ledde dock till att han snart fick lämna Leeds. Klubben var i upplösning, det ryktades om osämja i truppen och därmed dåligt spel. Huvudtränaren, den gamle legendaren Eddie Gray, blev utsedd till tillförordnad manager.
Leeds finansiella problem var akuta. Konkursförvaltaren Gerald Krasner ledde ett konsortium av lokala affärsmän som tog över kontrollen av klubben och under Krasners ordförandeskap påbörjades försäljningen av lagets tillgångar, vilket inkluderade både senior- och ungdomsspelare. Gray kunde inte rädda laget utan efter 14 år i följd i högsta divisionen var nedflyttningen ett faktum.
Assisterande managern Kevin Blackwell utsågs till ny manager efter Gray, hans första manageruppdrag någonsin. På grund av sin ekonomi tvingades klubben sälja ytterligare spelare, bland andra Mark Viduka, Dominic Matteo, Paul Robinson, Alan Smith och James Milner. Blackwell tvingades bygga upp ett helt nytt lag samtidigt som klubben måste sälja sin träningsanläggning Thorp Arch för £4,2 miljoner och hemmaarenan Elland Road för £9,2 miljoner för att kunna finansiera verksamheten.

#### "Doing a Leeds"
Leeds var en av de första storklubbarna att drabbas av en akut finansiell kris som nästan ledde till total upplösning av klubben, vilket ledde till att det mindre smickrande uttrycket doing a Leeds ("att göra en Leeds") myntades i England. Uttrycket betyder att en fotbollsklubb försätter sig i grava finansiella svårigheter genom stora skulder och dålig finansiell hantering av verksamheten. Ett antal fotbollsklubbar i England har genomlidit liknande kriser, och det sägs då ibland att de har "gjort en Leeds".

#### 2004–2007: Slutspel och nedflyttning
Styrelsen sålde slutligen klubben till affärsmannen Ken Bates för £10 miljoner. Den nye managern Blackwell lyckades få stabilitet i laget trots att han saknade pengar till spelarköp och i stort sett enbart kunde kontraktera spelare genom free transfer och med begränsade resurser för löner, vilket resulterade i att laget slutade i mitten av Championship-tabellen 2004/05. Mot slutet av säsongen hade Leeds-legendaren Lucas Radebe slutat efter att ha dragits med skador en längre tid och dessutom såldes den unge lovande spelaren Aaron Lennon till Tottenham Hotspur.
Säsongen 2005/06 slutade laget på femte plats vilket betydde kvalspel för uppflyttning. Leeds fick överraskande dock bara 1-1 hemma mot Preston i den första semifinalen av kvalet men lyckades vinna den svåra bortamatchen med 2-0. Finalen mot Watford förlorades emellertid med 0-3, och därmed missade Leeds uppflyttning till Premier League. En av lagets främsta målgörare, Rob Hulse, såldes efter säsongens slut till nyuppflyttade konkurrenten Sheffield United.
Leeds inledde Championship-säsongen 2006/07 bra, men i september 2006 fick managern Blackwell sparken och hans assisterande manager John Carver tog tillfälligt över. Dennis Wise utsågs till ny manager för Leeds utan någon märkbar inverkan på spelet. Matt Kilgallon, ännu en av Leeds många unga spelare, såldes i januari till Sheffield United, och trots att Wise rekryterade ett antal erfarna spelare så lyckades han inte vända lagets negativa trend.
Nedflyttningen blev i stort sett klar då laget bara lyckades nå 1-1 i "måstematchen" hemma mot Ipswich i näst sista omgången. Därmed ansökte klubben om företagsrekonstruktion (CVA, Company Voluntary Arrangement) av sina skulder som uppgick till £35 miljoner den 4 maj 2007, och bestraffades med ett avdrag på 10 poäng i ligan vilket gjorde nedflyttningen till den tredje divisionen definitiv.
Det var första gången i historien som klubben spelade utanför det engelska seriesystemets två högsta divisioner. Under året tappade klubben ytterligare spelare, bland andra David Healy och Robbie Blake, samt den gamle trotjänaren Gary Kelly som slutade med fotboll. Leeds blev tvungen att på samma sätt som efter nedflyttningen från högsta divisionen tre år tidigare bygga upp ett helt nytt lag, och med osäkerheten runt klubbens framtida öde lyckades laget kontraktera truppens sista spelare enbart dagar innan den första ligamatchen för säsongen borta mot Tranmere Rovers.

#### 2008-2010: League One
Företagsrekonstruktionen (CVA) sträckte sig till den 3 juli 2007, varvid Ken Bates skulle återfå full kontroll över klubben. Skattemyndigheterna bestred CVA:n, ett beslut som i värsta fall skulle leda till att klubben begärdes i konkurs. Enligt fotbollsligans regler får en klubb som fortfarande är i företagsrekonstruktion (CVA) när ligasäsongen startar inte delta. Efter skattemyndighetens ingripande sattes klubben upp till försäljning av förvaltaren KPMG, men det blev än en gång Ken Bates erbjudande som accepteras. Ligastyrelsen lämnar till slut sitt godkännande av affären i enlighet med "regeln för speciella omständigheter" men tilldömer samtidigt klubben 15 poängs avdrag i och med att klubben inte fullföljt reglerna angående företagsrekonstruktion. Den 31 augusti 2007 meddelade skattemyndigheten att de inte kommer att gå vidare i sin tidigare bestridan. Leeds startade således säsongen 2007/08 15 poäng efter alla andra lag. Managern Dennis Wise och hans assistent Gus Poyet lyckas svetsa ihop laget tillräckligt för att vinna de inledande sju ligamatcherna och laget var obesegrat under den inledande fjärdedelen av säsongen. Poyet lämnade dock klubben och accepterade ett erbjudande från Tottenham, och den 28 januari sade även Wise upp sig för att istället ansluta till Kevin Keegans nya stab i Newcastle United.
Följande dag utsågs klubbens före detta lagkapten Gary McAllister till ny manager och han anlitade Steve Staunton som sin assistent. Trots turbulensen i laget lyckades de säkra en femteplats som kvalificerar laget till slutspelet om uppflyttning. Leeds inledde semifinalen mot ligafyran Carlisle och förlorade överraskande första matchen trots hemmaplan med 1-2, men lyckades istället vinna borta med 2-0 och därmed sammanlagt med 3-2, det avgörande 2-0-målet av Jonathan Howson gjordes på tilläggstid. Laget var favoriter inför finalen mot Doncaster Rovers på nya Wembley Stadium, men förlorade en medioker final med 0-1. En säsong som inletts strålande slutade i moll och utan uppflyttning, extra bittert för lagets supportrar då laget utan poängavdrag hade vunnit en automatisk uppflyttning.
Inför säsongen 2008/09 förstärktes laget med nya spelare: Andy Robinson, Luciano Becchio och Robert Snodgrass. Leeds började säsongen starkt men den 21 december 2008 fick McAllister sparken sedan laget förlorat fem matcher i rad, inklusive klubbens första förlust någonsin mot ett icke-liga lag, Histon FC, i FA-cupens andra omgång.
Två dagar senare ersattes McAllister av Simon Grayson, som sagt upp sig som manager i Blackpool FC för att ta över Leeds. Lagets form förbättrades under Grayson, och man lyckades ännu en gång kvalificera sig till slutspel genom att komma fyra i ligan, men slås ut redan i semifinalen mot Millwall FC med sammanlagt 1-2.
Säsongen 2009/10 inledde Leeds med att ta ledningen i serien. Laget hade också en framgångsrik sejour i FA-cupen där de åkte ut först i fjärde omgången efter omspel mot Tottenham Hotspur och efter att laget bland andra slagit ut den gamle ärkerivalen Manchester United med 1–0 på Old Trafford. Efter det framgångsrika cupspelet började laget tappa i ligan, men tog sig samman och kom slutligen på andra plats i Football League One vilket ledde till automatisk uppflyttning till The Championship.

#### 2010 - 2020: Championship
Första säsongen tillbaks i andradivisionen 2010/11 var laget med och tampades i toppstriden. Vid nyår låg laget på andra plats och en automatisk uppflyttningsplats till Premier League. Laget lottades mot Arsenal på bortaplan i FA-cupens tredje omgång och lyckades nå 1-1, där Arsenal kvitterade på en straff i slutminuterna. Omspelet vann Arsenal dock enkelt med 3-1. Liksom föregående säsong började Leeds tappa i ligan under våren. Avgörandet kom under april månad då laget hade sin sämsta period under året och bara vann en av åtta matcher och bland annat förlorade fyra raka bortamatcher mot lag på tabellens nedre halva. I sista matchen hade Leeds en liten chans att ta sig upp till sjätte plats och slutspel. Man vann sin match borta mot redan klara seriesegrarna Queens Park Ranger med 2-1, men eftersom konkurrenten Nottingham Forest samtidigt vann så blev vinsten betydelselös och Leeds slutade på en sjunde plats.
Den 1 februari 2012, efter att klubben förlorat hemmamatchen mot Birmingham med 1-4 och halkat ned till en tionde plats i tabellen, meddelade klubben på sin hemsida att manager Simon Grayson och hans tränarstab får lämna sina poster. Neil Redfearn, ansvarig för ungdomslaget, tog över som tillförordnad manager.. Den 18 februari meddelade klubben att de skrivit ett 18-månaders kontrakt med Neil Warnock som därmed blev ny manager för klubben. Ligaavslutningen säsongen 2011/12 var medioker och laget mäktade inte att utmana om en slutspelsplats utan slutade på en 14:e plats i tabellen.
I oktober 2012 uppgavs att GFH Capital Limited, ett Dubai-baserat dotterbolag till Gulf Finance House, stod bakom ett planerat övertagande av Leeds United. Den 21 november offentliggjorde klubben att ett avtal slutits med GFH Capital Limited, som efter en övergångsperiod på en månad tog över ägandeskapet av klubben. David Haig, GFH Capitals huvudman, gick direkt in i Leeds styrelse men Ken Bates behöll ordförandeskapet fram till säsongens slut. Den 21 december 2012 bekräftade klubben via en presskonferens att övertagandet var slutfört och att de nya ägarna GFH Capital nu ägde 100 % av klubben.
Den 1 juli 2013 tog Salah Nooruddin över ordförandeskapet i klubben efter Ken Bates, samtidigt blev David Haigh ny verkställande direktör. Knappt fyra veckor senare, den 26 juli, meddelade klubben att Ken Bates inte längre hade några uppdrag i Leeds United. Bates, efter åtta år som ägare och ordförande, lämnade ordförandeskapet den 1 juli för att bli klubbpresident, men redan efter några veckor fick han lämna presidentskapet och därmed sitt sista uppdrag i klubben.
Leeds misslyckades vinna uppflyttning även säsongen 2012/13 och i april meddelades att managern Neil Warnock fick lämna och att Brian McDermott utsetts till ny manager. Säsongen 2013/14 blev återigen en besvikelse för lagets supportrar då laget enbart mäktade med en slutlig 15:e plats.
Den 10 april 2014 offentliggjordes att Eleanora Sport köpt 75 % av aktiekapitalet i klubben av GFH Capital, som tillsammans med andra investerare äger de återstående 25 %. Eleanora Sport ägs av Massimo Cellino, som därmed blev ny ordförande i klubben. En dag senare, den 11 april, meddelade David Haigh att han lämnade sin post som verkställande direktör i klubben.
I januari 2017 sålde Cellino 50% av klubben till landsmannen Andrea Radrizzani. I maj samma år köpte Radrizzani de återstående 50% av klubben och övertog samtidigt ordförandeskapet. Leeds slutade säsongen 2016/2017 på sjunde plats i Championship efter att ha fallit ur playoffplatserna på grund av en svag säsongsavslutning. Inför säsongen 2017/2018 värvades ett stort antal spelare under den nya ledningen, och säsongen inleddes starkt, men katastrofal form under säsongens andra hälft ledde till en slutlig placering på 13:e plats.
Inför säsongen 2018/2019 utnämnde klubben den 13 juni 2018 Marcelo Bielsa till ny huvudtränare. Laget inledde säsongen starkt och gick tidigt upp i serieledning med fyra segrar och två oavgjorda matcher. Leeds tillbringade två tredjedelar av säsongen på de två högsta platserna som innebär direktuppflyttning till Premier League, men halkade den sista månaden ned till tredje plats samt förlorade därefter playoffsemifinalen mot Derby County. Tredjeplatsen var dock en framgång och klubbens högsta ligaplacering sedan 2003.
Leeds inledde säsongen 2019/2020 lite trevande men tog sig i november upp på en av de två direktuppflyttningsplatserna, en position som de höll säsongen ut. Efter en stark avslutning höll Leeds avståndet till konkurrerande lag och uppflyttningen samt seriesegern var klar med två matcher kvar att spela, 16 års väntan för klubben var över, man kvalificerade sig till Premier League. Det blev klart efter att konkurrenten och serietvåan West Bromwich tappat poäng borta mot Huddersfield i den nästa sista omgången.

#### 2020 - Tillbaka i Premier League
Från och med säsongen 2020/2021 spelade Leeds i Premier League och slutade på en meriterande niondeplats i sin första säsong tillbaka i högsta serien. Säsongen därefter slutade de på en nittondeplats och blev återigen nedflyttade till  andradivisionen säsongen 2023/2024.

## Klubbdress och emblem
Under Leeds första 15 år använde klubben blå- och vitrandiga tröjor, vita shorts och mörkblå strumpor med blå och vita ringar upptill, med Huddersfield Towns klubbdress som förebild i och med att Huddersfields ordförande Hilton Crowther försökte slå ihop de båda klubbarna, till slut lämnade han Huddersfield för att ta över Leeds.
| Leeds första hemmaställ, 1919–1934 | Leeds hemmaställ 1934–1948 | Leeds hemmaställ 1948–1956 | Leeds hemmaställ 1955–1961 | 1961 skapades det klassiska helvita stället, som med smärre variationer genom åren gäller än idag |

Den 22 september 1934 introducerades en ny dress med tröjor som var till hälften blå och hälften guld med stadens emblem broderat, vita shorts och blåa sockor med gult upptill. Klubben utvecklade dessutom dess första klubbmärke baserat på staden Leeds vapen. En ny dress introducerades 1948 med gula tröjor, blå ärmar och krage, vita shorts och svart, blå och guldrandiga strumpor. ytterligare bute 1955 då till kungsblåa tröjor med guldkrage, vita shorts, blå och gula strumpor i linje med den ursprungliga Leeds City dressen.
1961 introducerade Don Revie den helvita dressen med det spanska laget Real Madrid som förebild. En uggla, en del av stadsvapnet, tillkom 1964 som ett nytt klubbemblem, baserat på ett vapen från Sir John Saville, den förste åldermannen i Leeds. Under senare delen av 1960 och tidigt 1970-tal hade Leeds det klassiska LUFC diagonalt i mitten av klubbmärket istället för dagens vertikala skrift. 1973 introducerade klubben ett märke där klubbens initialer, LU, bildade den klassiska ikonen smiley. Leeds manager Don Revie anses idag ha varit långt före sin tid med emblem, logotyper och liknande nyskapande initiativ för att skapa uppmärksamhet bland fotbollsintresserade långt utanför det egna West Yorkshire-distriktet.

1977 ändrades smiley-märket från gul bakgrund med blå smiley till det ombytta med blå bakgrund och gul smiley, vilket byttes tillbaks året därefter till gul bakgrund men med texten Leeds United AFC runt omkring.
Säsongen 1978/79 såg återigen en ändringen i smiley-design, baserat på föregångaren men med en design som innefattade en påfågel. 1984 kom ett nytt klubbmärke som användes ända fram till 1998, som då var det märke som använts längst i modern tid. Märket symboliserar en ros och en fotboll i de traditionella färgerna blå, guld och vitt, inkluderande Yorks vita ros tillsammans med klubbens namn.
1998 introducerade dåvarande ordföranden Peter Ridsdale det klubbmärke som används än idag, ett märke i en modernare utformning i gult och blått, med en mindre symbol av Yorks vita ros upptill samt klubbens initialer LUFC vertikalt och tydligt mitt i märket, det är därmed det märke som använts längst i modern tid.

## Akademi, hemmaarena och supportrar

### Leeds akademi
Leeds var en av de första klubbarna i England att bilda en fotbollsakademi när den grundades 1992. Akademin ger klubbens ungdomar en möjlighet att kombinera studier med att utveckla sitt fotbollskunnande under professionell ledning. Akademin har fostrat flera klubbens nuvarande samt forna spelare genom åren, bland andra Aaron Lennon, James Milner, Paul Robinson, Scott Carson, Alan Smith, Harry Kewell, Jonathan Howson, Charlie Taylor, Aidan White, Sam Byram, Lewis Cook och Alex Mowatt.

### Elland Road

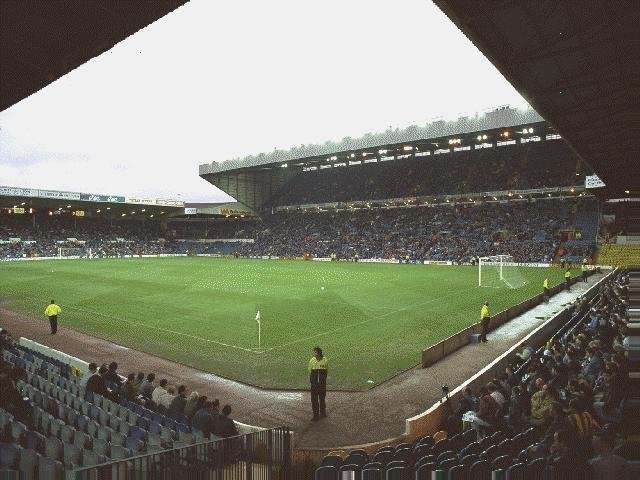
Leeds Uniteds hemmaplan Elland Road.

Elland Road har varit hemmaplan för Leeds United sedan klubben grundades 1919 och var dessutom hemmaplan för dess föregångare Leeds City AFC. Den är den trettonde största fotbollsarenan i England, och den fjärde största utanför Premier League. Området vid arenan var ursprungligen hemmaplan för Holbeck Rugby Club som spelade i norra Rugby Union, föregångaren till Rugby Football League. När Leeds United bildades tillät staden den nya klubben att hyra arenan fram till dess de hade möjlighet att köpa den.
Ett av Leeds Uniteds tidigast använda smeknamn, The Peacocks, härstammar från ursprungsnamnet på arenan: The Old Peacock Ground. Den namngavs av de ursprungliga ägarna av arenan, Bentleys Bryggeri (Bentley's Brewery), och dess pub The Old Peacock som fortfarande ligger mitt emot arenan.
Elland Road nominerades i december 2009 som en av de arenor England ämnade använda ifall de blev tilldelade fotbolls-VM 2018, där det även presenterades planer på att utöka arenans publikkapacitet. Arenan har idag enbart sittplatser och ligger i området Beeston i staden Leeds, West Yorkshire, England.
På grund av klubbens finansiella svårigheter tvingades man att sälja både hemmaarenan Elland Road och träningsanläggningen Thorp Arch i oktober 2004, detta för att frigöra kapital då klubben annars riskerade konkurs och därmed uteslutning från ligasystemet. Försäljningen genomfördes så att klubben tecknade ett 25-årigt hyres- och återköpsavtal för nyttjandet av arenan, ett avtal som inkluderade en paragraf som gav klubben exklusiv rätt att köpa tillbaka arenan under hyresperioden ifall klubbens ekonomi skulle förbättras. Arenan ägdes från 2005 av det British Virgin Islands-baserade Teak Trading Corporation.
Den 28 juni 2017, fem veckor efter Andrea Radrizzanis övertagande av klubben, meddelade Leeds United att man hade köpt tillbaka Elland Road.

### Supportrar
Laget har under största delen av 2000-talet spelat i den näst högsta divisionen Championship, men är fortfarande en av de tio populäraste klubbarna i England i antal supportrar räknat.
Lagets supportrar är kända för att vara bland de mest hängivna och trogna i England. Deras signaturmelodi är Leeds, Leeds, Leeds, mer känd under namnet Marching On Together (och ofta förkortat MOT), som spelas innan avspark vid samtliga hemmamatcher. Andra välkända sånger är We Are The Champions, Champions Of Europe (också känd som WACCOE), som syftar tillbaka till Europacupfinalen i fotboll 1975 då ett antal kontroversiella domslut berövade Leeds segern, samt Glory, Glory, Leeds United.

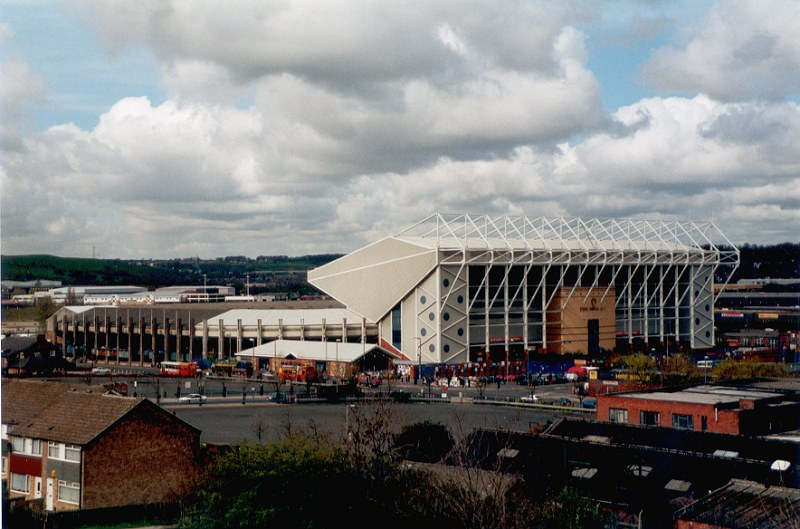
Elland Road sedd från öster.

Leeds har bland de högsta publiksiffrorna på hemmaplan i England, och ligger på 10:e plats beträffande publikgenomsnittet genom tiderna i ligan och Premier League. Lagets supportrar ger också sitt lag ett starkt verbalt stöd och Alex Ferguson har sagt att atmosfären Elland Road är en av de mest ovälkomnande i europeisk fotboll. Peter Reid kommenterade efter att han blivit uppsagd som Leeds manager lagets supportrar med: "Under mina 30 år har jag aldrig sett supportrar som de jag såg i matchen mot Arsenal. Lagets supportrar är fantastiska".
Leeds-fans hälsar ofta varandra med en unik hälsning som allmänt är känd som the Leeds Salute. Den består av upprepade slag med knytnävens överdel mot hjärttrakten. Hälsningens ursprung är oklart, men enligt flera källor har den förekommit åtminstone sedan 1900-talets mitt. Den kan ursprungligen ha utförts med vänster hand, i synnerhet under tiden närmast efter andra världskriget, men görs idag oftast med höger hand. Utöver supportrar har även spelare som Billy Bremner, Glynn Snodin och Johnny Howson utfört Leeds-hälsningen under matcher.

## Spelare

### Spelartrupp
| 1  | Frankrike | Illan Meslier | 2 mars 2000    | Lorient (-19)          |
| 21 | England   | Alex Cairns   | 4 januari 1993 | Salford City (-24)     |
| 26 | Wales     | Karl Darlow   | 8 oktober 1990 | Newcastle United (-23) |

| 2  | England       | Jayden Bogle       | 27 juli 2000      | Sheffield United (-24)  |
| 4  | Wales         | Ethan Ampadu       | 14 september 2000 | Chelsea (-23)           |
| 5  | Nederländerna | Pascal Struijk     | 11 augusti 1999   | Ajax (-18)              |
| 6  | Wales         | Joe Rodon          | 22 oktober 1997   | Tottenham Hotspur (-23) |
| 25 | England       | Sam Byram          | 16 september 1993 | Norwich City (-23)      |
| 33 | Schweiz       | Isaac Schmidt      | 7 december 1999   | St. Gallen (-24)        |
| 39 | Österrike     | Maximilian Wöber   | 4 februari 1998   | Red Bull Salzburg (-23) |
| -  | Slovenien     | Jaka Bijol         | 5 februari 1999   | Udinese (-25)           |
| -  | Belgien       | Sebastiaan Bornauw | 22 mars 1999      | Wolfsburg (-25)         |

| 11 | USA       | Brenden Aaronson | 22 oktober 2000   | Red Bull Salzburg (-22)  |
| 22 | Japan     | Ao Tanaka        | 10 september 1998 | Fortuna Düsseldorf (-24) |
| 44 | Bulgarien | Ilia Gruev       | 6 maj 2000        | Werder Bremen (-23)      |
| 50 | Wales     | Charlie Crew     | 15 juni 2006      | Cardiff City (-22)       |
| -  | England   | Darko Gyabi      | 18 februari 2004  | Manchester City (-22)    |
| -  | England   | Jack Harrison    | 20 november 1996  | Manchester City (-18)    |
| -  | England   | Sam Greenwood    | 26 januari 2002   | Arsenal (-20)            |

| 7  | Wales         | Daniel James    | 10 november 1997 | Manchester United (-21) |
| 9  | England       | Patrick Bamford | 5 september 1993 | Middlesbrough (-18)     |
| 10 | Nederländerna | Joël Piroe      | 2 augusti 1999   | Swansea City (-23)      |
| 17 | Belgien       | Largie Ramazani | 27 februari 2001 | Almería (-24)           |
| 19 | Spanien       | Mateo Joseph    | 19 oktober 2003  | Espanyol (-22)          |
| 29 | Italien       | Wilfried Gnonto | 5 november 2003  | FC Zürich (-22)         |
| 30 | England       | Joe Gelhardt    | 4 maj 2002       | Wigan Athletic (-20)    |
| -  | Tyskland      | Lukas Nmecha    | 14 december 1998 | Wolfsburg (-25)         |

### Utlånade spelare
| Nr | Land | Pos | Namn |
| -- | ---- | --- | ---- |

| Nr | Land | Pos | Namn |
| -- | ---- | --- | ---- |

### Välkända spelare i Leeds genom åren
Leeds mest framgångsrika period inträffade från mitten av 1960-talet och fram till mitten av 1970-talet. Laget var det dominerande laget inom engelsk liga och cup samt rönte framgång i Europacuperna och ganska snabbt myntades begreppet Super Leeds av lagets supportrar.

#### Super Leeds perioden 1968–1974
| Nr | Land      | Pos | Namn                      |
| -- | --------- | --- | ------------------------- |
| 1  | Wales     | MV  | Gary Sprake               |
| 2  | England   | F   | Paul Reaney               |
| 3  | England   | F   | Terry Cooper              |
| 4  | Skottland | MF  | Billy Bremner (lagkapten) |
| 5  | England   | F   | Jack Charlton             |
| 6  | England   | F   | Norman Hunter             |
| 7  | Skottland | A   | Peter Lorimer             |
| 8  | England   | A   | Allan Clarke              |
| 9  | England   | A   | Mick Jones                |
| 10 | Irland    | MF  | John Giles                |
| 11 | Skottland | A   | Eddie Gray                |

| Nr | Land      | Pos | Namn           |
| -- | --------- | --- | -------------- |
| 12 | Skottland | MV  | David Harvey   |
| -  | England   | F   | Paul Madeley   |
| 3  | England   | F   | Trevor Cherry  |
| 5  | Skottland | F   | Gordon McQueen |
| 9  | Skottland | A   | Joe Jordan     |

| Nr | Land    | Pos | Namn           |
| -- | ------- | --- | -------------- |
| -  | England | MF  | Willis Edwards |
| -  | England | MF  | Wilf Copping   |
| -  | England | MF  | Ernie Hart     |

| Nr | Land    | Pos | Namn           |
| -- | ------- | --- | -------------- |
| -  | England | MF  | Willis Edwards |
| -  | England | MF  | Wilf Copping   |
| -  | England | MF  | Ernie Hart     |

| Nr  | Land      | Pos | Namn                   |
| --- | --------- | --- | ---------------------- |
| -   | England   | A   | Don Revie              |
| 5,9 | Wales     | A   | John Charles           |
| -   | Skottland | MF  | Bobby Collins (Kapten) |

| Nr  | Land      | Pos | Namn                   |
| --- | --------- | --- | ---------------------- |
| -   | England   | A   | Don Revie              |
| 5,9 | Wales     | A   | John Charles           |
| -   | Skottland | MF  | Bobby Collins (Kapten) |

| Nr | Land          | Pos | Namn                    |
| -- | ------------- | --- | ----------------------- |
| 1  | England       | MV  | Nigel Martyn            |
| -  | Frankrike     | A   | Eric Cantona            |
| -  | Skottland     | MF  | Gordon Strachan         |
| -  | Ghana         | A   | Tony Yeboah             |
| -  | Nederländerna | A   | Jimmy Floyd Hasselbaink |
| -  | England       | MF  | Tony Currie             |
| -  | Skottland     | MF  | Gary McAllister         |

| Nr | Land          | Pos | Namn                    |
| -- | ------------- | --- | ----------------------- |
| 1  | England       | MV  | Nigel Martyn            |
| -  | Frankrike     | A   | Eric Cantona            |
| -  | Skottland     | MF  | Gordon Strachan         |
| -  | Ghana         | A   | Tony Yeboah             |
| -  | Nederländerna | A   | Jimmy Floyd Hasselbaink |
| -  | England       | MF  | Tony Currie             |
| -  | Skottland     | MF  | Gary McAllister         |

| Nr | Land       | Pos | Namn              |
| -- | ---------- | --- | ----------------- |
| 1  | England    | MV  | Paul Robinson     |
| -  | Sydafrika  | F   | Lucas Radebe      |
| -  | England    | F   | Rio Ferdinand     |
| -  | England    | F   | Jonathan Woodgate |
| -  | Australien | MF  | Harry Kewell      |
| -  | England    | MF  | Lee Bowyer        |
| -  | Australien | A   | Mark Viduka       |
| -  | Irland     | A   | Robbie Keane      |
| -  | England    | A   | Alan Smith        |

| Nr | Land       | Pos | Namn              |
| -- | ---------- | --- | ----------------- |
| 1  | England    | MV  | Paul Robinson     |
| -  | Sydafrika  | F   | Lucas Radebe      |
| -  | England    | F   | Rio Ferdinand     |
| -  | England    | F   | Jonathan Woodgate |
| -  | Australien | MF  | Harry Kewell      |
| -  | England    | MF  | Lee Bowyer        |
| -  | Australien | A   | Mark Viduka       |
| -  | Irland     | A   | Robbie Keane      |
| -  | England    | A   | Alan Smith        |

#### Årets fotbollsspelare
Nedanstående spelare har vunnit utmärkelsen "Årets spelare" i England, antingen fotbollsjournalisternas (FWA) eller spelarförenings (PFA) pris, när de representerat Leeds United.

##### Årets fotbollsspelare i England (FWA)[67]
- 1965  Bobby Collins
- 1967  Jack Charlton
- 1970  Billy Bremner
- 1991  Gordon Strachan

##### Årets fotbollsspelare i England (PFA)
- 1974  Norman Hunter

##### Årets unga fotbollsspelare i England (PFA)
| Följande fotbollsspelare har vunnit spelarföreningens titel som Årets Unge fotbollsspelare i England (PFA) när de spelat för Leeds: - 2000 Harry Kewell |

#### Svenska spelare
Följande svenska spelare har representerat Leeds United på seniornivå:
| Namn             | Årtal     | Matcher | Mål |
| ---------------- | --------- | ------- | --- |
| Tomas Brolin     | 1995–1997 | 19      | 4   |
| Teddy Lucic      | 2002–2003 | 17      | 1   |
| Marcus Antonsson | 2016–2018 | 16      | 1   |
| Pontus Jansson   | 2016–2019 | 115     | 9   |
| Pawel Cibicki    | 2017–2020 | 7       | 0   |

Senast uppdaterad 13 januari 2020
Notera att endast ligamatcher är medräknade.

## Tränare
Huvudtränarjobbet i Leeds innehas för närvarande av Jesse Marsch, som den 28 februari 2022 kontrakterades över tre år. Han ersatte Marcelo Bielsa som hade varit tränare i klubben sedan den 15 juni 2018.
Mellan den 6 februari och den 1 juni 2018 var Paul Heckingbottom huvudtränare i klubben. Han tog över efter dansk-spanske Thomas Christiansen, som fått lämna klubben efter sju raka matcher utan seger. Christiansen tillträdde som huvudtränare för Leeds United den 15 juni 2017. Hans företrädare var Garry Monk, som i sin tur tillträdde den 2 juni 2016,. Monk lämnade oväntat klubben efter en säsong den 25 maj 2017, endast två dagar efter att Andrea Radrizzani övertog fullt ägarskap över klubben.

## Meriter

### Mästerskap och titlar
| Mästerskap                | Antal titlar | Säsong/Årtal                                                                     |
| ------------------------- | ------------ | -------------------------------------------------------------------------------- |
| Ligamästare               | 3            | 1968/69, 1973/74, 1991/92 (ligatvåa 1964/65, 1965/66, 1969/70, 1970/71, 1971/72) |
| Ligamästare division 2    | 4            | 1923/24, 1963/64, 1989/90, 2019/20                                               |
| FA-cupmästare             | 1            | 1971/72 (finalist 1964/65, 1969/70, 1972/73)                                     |
| Ligacupmästare            | 1            | 1967/68 (finalist 1995/96)                                                       |
| Mässcupmästare            | 2            | 1967/68, 1970/71 (finalist 1966/67)                                              |
| Charity Shield-mästare    | 2            | 1969, 1992                                                                       |
| Europacupen för mästarlag |              | (finalist 1974/75)                                                               |
| Cupvinnarcupen            |              | (finalist 1972/73)                                                               |
| FA Youth Cup              | 2            | 1993, 1997                                                                       |

### Leeds statistik i Engelska ligan

Leeds Uniteds ligaposition genom tiderna

#### Ligasummering
Nedanstående tabell visar Leeds totala antal säsonger per division till och med säsong 2021/22.
| Division          | Liga                                    | Antal säsonger | Matcher | Vunna | Oavgjorda | Förlorade | Gjorda mål | Insläppta mål | Poäng |
| ----------------- | --------------------------------------- | -------------- | ------- | ----- | --------- | --------- | ---------- | ------------- | ----- |
| Första Divisionen | Division 1/Premier League               | 52             | 2 136   | 873   | 539       | 724       | 3 183      | 2 917         | 2 552 |
| Andra Divisionen  | Division 2/Football League Championship | 40             | 1 742   | 721   | 456       | 565       | 2 515      | 2 199         | 2 268 |
| Tredje Divisionen | Football League One                     | 03             | 0138    | 078   | 027       | 033       | 0226       | 0131          | 0246  |
| Totalt            | Samtliga divisioner                     | 95             | 4 016   | 1 672 | 1 022     | 1 382     | 5 924      | 5 247         | 5 066 |

#### Leeds placering i ligan de senaste 21 åren
Nedanstående tabell visar Leeds placeringar och statistik i ligan per säsong de senaste 21 åren
För en komplett och mer omfattande lista se Lista över Leeds United FC:s säsonger.
| Säsong  | Division       | Placering | Matcher | Vunna | Oavgjorda | Förlorade | Gjorda mål | Insläppta mål | Poäng |
| ------- | -------------- | --------- | ------- | ----- | --------- | --------- | ---------- | ------------- | ----- |
| 2001/02 | Premier League | 05        | 38      | 18    | 12        | 08        | 53         | 37            | 66    |
| 2002/03 | Premier League | 15        | 38      | 14    | 05        | 19        | 58         | 57            | 47    |
| 2003/04 | Premier League | 19        | 38      | 08    | 09        | 21        | 40         | 79            | 33    |
| 2004/05 | Championship   | 13        | 46      | 14    | 18        | 14        | 49         | 52            | 60    |
| 2005/06 | Championship   | 05        | 46      | 21    | 15        | 10        | 57         | 38            | 78    |
| 2006/07 | Championship   | 24        | 46      | 13    | 07        | 26        | 46         | 72            | 36    |
| 2007/08 | League One     | 05        | 46      | 27    | 10        | 09        | 72         | 38            | 76    |
| 2008/09 | League One     | 04        | 46      | 26    | 06        | 14        | 77         | 49            | 84    |
| 2009/10 | League One     | 02        | 46      | 25    | 11        | 10        | 77         | 44            | 86    |
| 2010/11 | Championship   | 07        | 46      | 19    | 15        | 12        | 81         | 70            | 72    |
| 2011/12 | Championship   | 14        | 46      | 17    | 10        | 19        | 65         | 68            | 61    |
| 2012/13 | Championship   | 13        | 46      | 17    | 10        | 19        | 57         | 66            | 61    |
| 2013/14 | Championship   | 15        | 46      | 16    | 9         | 21        | 59         | 67            | 57    |
| 2014/15 | Championship   | 15        | 46      | 15    | 11        | 20        | 50         | 61            | 56    |
| 2015/16 | Championship   | 13        | 46      | 14    | 17        | 15        | 50         | 58            | 59    |
| 2016/17 | Championship   | 7         | 46      | 22    | 9         | 15        | 61         | 47            | 71    |
| 2017/18 | Championship   | 13        | 46      | 17    | 9         | 20        | 59         | 64            | 60    |
| 2018/19 | Championship   | 3         | 46      | 25    | 8         | 13        | 73         | 50            | 83    |
| 2019/20 | Championship   | 1         | 46      | 28    | 9         | 9         | 77         | 35            | 93    |
| 2020/21 | Premier League | 9         | 38      | 18    | 5         | 15        | 62         | 54            | 59    |
| 2021/22 | Premier League | 17        | 38      | 9     | 11        | 18        | 42         | 79            | 38    |

## Europeiska cupturneringar (Uefa)
| Europacupen för mästarlag/ Uefa Champions League | Europacupen för mästarlag/ Uefa Champions League | Cupvinnarcupen | Cupvinnarcupen | Mässcupen/Uefacupen | Mässcupen/Uefacupen |
| Säsong                                           | Placering                                        | Säsong         | Placering      | Säsong              | Placering           |
| ------------------------------------------------ | ------------------------------------------------ | -------------- | -------------- | ------------------- | ------------------- |
| 1969/70                                          | Semifinal                                        | 1972/73        | Final          | 1965/66             | Semifinal           |
| 1974/75                                          | Final                                            |                |                | 1966/67             | Final               |
| 2000/01                                          | Semifinal                                        |                |                | 1967/68             | Mästare             |
|                                                  |                                                  |                |                | 1968/69             | Kvartsfinal         |
|                                                  |                                                  |                |                | 1970/71             | Mästare             |
|                                                  |                                                  |                |                | 1971/72             | 1:a omgången        |
|                                                  |                                                  |                |                | 1973/74             | 3:e omgången        |
|                                                  |                                                  |                |                | 1979/80             | 2:a omgången        |
|                                                  |                                                  |                |                | 1995/96             | 2:a omgången        |
|                                                  |                                                  |                |                | 1998/99             | 2:a omgången        |
|                                                  |                                                  |                |                | 1999/00             | Semifinal           |
|                                                  |                                                  |                |                | 2001/02             | 3:e omgången        |
|                                                  |                                                  |                |                | 2002/03             | 3:e omgången        |

## Klubbrekord
| Kategori                               | Rekord notering                                                                                               |
| -------------------------------------- | --- |
| Första ligamatchen                     | 28 augusti 1920, Division 2 v Port Vale (b) förlust 0-2                                                       |
| Publikrekord                           | 57 892 mot Sunderland FA-cupen 5:e omgång, omspel 15 mars 1967.                                               |
| Största ligasegern                     | 8–0 mot Leicester City, Division 1, 7 april 1934.                                                             |
| Största Europasegern                   | 10–0 mot Lyn Oslo, Europacupen 1:a omg, 1:a matchen, 17 september 1969.                                       |
| Största FA-cupsegern                   | 8–1 mot Crystal Palace (3:e omg), 11 januari 1930                                                             |
| Största Ligacupsegern                  | 6–0 mot Leicester City (b) (3:e omg), 9 oktober 2001                                                          |
| Största ligaförlusten                  | 1–8 mot Stoke City, Division 1, 27 augusti 1934.                                                              |
| Största Europaförlusten                | 0–4 mot SK Lierse (Uefacupen) 1:a omg, 2:a matchen, 29 sep 1971 och Barcelona (Champions League), 13 sep 2000 |
| Största FA-cupförlusten                | 2–7 mot Middlesbrough (3:e omg), 9 januari 1946                                                               |
| Största Ligacupförlusten               | 0–7 mot West Ham (3:e omg), 7 november 1966, Arsenal (2:a omg), 4 september 1979                              |
| Flest ligamål under en säsong          | John Charles 42 mål, Division 2, 1953/54.                                                                     |
| Flest mål totalt under en säsong       | John Charles 43 mål, Division 2, 1953/54.                                                                     |
| Flest ligamål i en match               | 5, Gordon Hodgson v Leicester City, Division 1, 1 oktober 1938.                                               |
| Flest ligamål totalt                   | Peter Lorimer, 168                                                                                            |
| Flest mål totalt genom tiderna         | Peter Lorimer, 238                                                                                            |
| Flest ligamatcher                      | Jack Charlton, 629                                                                                            |
| Flest matcher totalt                   | 773 Jack Charlton och Billy Bremner                                                                           |
| Rekord, inköp                          | £18 miljoner till West Ham för Rio Ferdinand, november 2000.                                                  |
| Rekord, försäljning                    | £29 miljoner från Manchester Utd för Rio Ferdinand, juli 2002                                                 |
| Äldste spelaren                        | Eddie Burbank (41 år och 23 dagar) – mot Hull City, 24 april 1954                                             |
| Yngste spelaren                        | Peter Lorimer (15 år och 289 dagar) – mot Southampton, 29 september 1962                                      |
| Förste skolpojke att spela för klubben | Tom Elliott mot Norwich City, 3 februari 2007                                                                 |
| Flest spelare under en säsong          | 44 2004/05 och 2006/07                                                                                        |

### Matcher i rad
| Kategori                             | Rekord matcher i rad | Tidpunkt/säsong        |
| ------------------------------------ | -------------------- | ---------------------- |
| Obesegrade från säsongstart          | 29                   | 1973/74                |
| Flest segrar i rad från säsongstart  | 08                   | 2009/10 (liga och cup) |
| Längst rad utan förlust              | 34                   | okt 1968–aug 1969      |
| Längst rad utan förlust hemma        | 39                   | maj 1968–mar 1970      |
| Längst rad utan förlust borta        | 17                   | okt 1968–aug 1969      |
| Hemmasegrar i rad (ligan)            | 15                   | jan 2009–okt 2010      |
| Bortasegrar i rad (ligan)            | 08                   | 1963/64, division 2    |
| Förluster i rad (liga)               | 06                   | apr 1947–maj 1947      |
| Matcher i rad utan seger (ligan)     | 17                   | jan 1947–aug 1947      |
| Matcher i rad utan hemmaseger        | 10                   | feb 1982–maj 1982      |
| Matcher i rad utan bortaseger        | 26                   | mar 1939–aug 1947      |
| Matcher i rad utan att släppa in mål | 08                   | 1927/28                |

### Övrigt
- När Leeds förlorade öppningsmatchen i ligan mot Derby County säsongen 2010/11 var det Leeds första förlust i en öppningsmatch sedan säsongen 1989/90, dvs på 21 år.[83]
- När Leeds 1958 förlorade hemma mot Cardiff City med 1–2 i FA-cupens 3:e omgång var det tredje året i följd som lagen mötts i FA-cupens 3:e omgång, samtliga på Elland Road och samtliga med samma resultat, dvs Leeds förlorade med 1–2 varje gång! [84]
- FA-cupfinalen 1970 mellan Leeds och Chelsea FC var den första FA-cup-finalen på Wembley som slutade oavgjort (2–2) och därmed gick till omspel. Omspelet spelades på Old Trafford och det var den sista final som spelades utanför Wembley Stadium innan finalerna flyttades till Millennium Stadium 2001.[84]
- När Leeds vann FA-cupfinalen 1972 mot Arsenal FC var det den 100:e finalen genom tiderna.[84]
- När Leeds förlorade FA-cupfinalen 1973 mot Sunderland FC var det första gången man spelade med en färgad (orange) boll i en final.[84]
- Tony Yeboah är den ende genom tiderna som vunnit BBC:s utmärkelse Månadens mål två månader i rad, september och oktober 1995.